# Wybory do Parlamentu Europejskiego w 2014 roku

Flaga Unii Europejskiej

Okręgi wyborcze w wyborach do Parlamentu Europejskiego

Wybory do Parlamentu Europejskiego VIII kadencji odbyły się w 28 państwach członkowskich Unii Europejskiej. Decyzją Rady Unii Europejskiej z 14 czerwca 2013 zostały przewidziane na okres od 22 do 25 maja 2014. Były to ósme od 1979 wybory bezpośrednie do Parlamentu Europejskiego. W ich wyniku zostało wybranych 751 eurodeputowanych, tj. o piętnastu mniej niż w VII kadencji. Nowa kadencja parlamentu rozpoczęła się formalnie 1 lipca 2014.
W wyborach najwięcej mandatów uzyskały ugrupowania związane z Europejską Partią Ludową – jej przedstawiciel stanął na czele nowej Komisji Europejskiej.

## Kandydaci na przewodniczącego Komisji Europejskiej
Traktat lizboński, obowiązujący od 1 grudnia 2009, przewidział dodatkowe uprawnienia dla Parlamentu Europejskiego – w tym wybór przewodniczącego Komisji Europejskiej. Spośród parunastu partii europejskich wyłonienie swojego kandydata zapowiedziały Europejska Partia Ludowa, Partia Europejskich Socjalistów, Partia Porozumienia Liberałów i Demokratów na rzecz Europy, Europejska Partia Zielonych i Partia Europejskiej Lewicy.
Europejska Partia Ludowa, posiadająca najliczniejszą frakcję w Parlamencie Europejskim VII kadencji, wybór swojego kandydata przeprowadziła na kongresie 6 i 7 marca 2014 w Dublinie. Do wyborów zarejestrowało się trzech kandydatów: francuski komisarz Michel Barnier, były premier Luksemburga Jean-Claude Juncker i były premier Łotwy Valdis Dombrovskis, przy czym ostatni z nich ustąpił na rzecz Jeana-Claude'a Junckera. W głosowaniu nominację uzyskał były premier Luksemburga, pokonując większością głosów 382 do 245 francuskiego kontrkandydata.
Partia Europejskich Socjalistów na kongresie w Rzymie 1 marca 2014 na swojego przedstawiciela wyznaczyła niemieckiego przewodniczącego Europarlamentu Martina Schulza, który był jedynym zarejestrowanym kandydatem w wewnętrznych prawyborach.
W Partii Porozumienia Liberałów i Demokratów na rzecz Europy o nominację ubiegali się oficjalnie fiński komisarz Olli Rehn i były premier Belgii Guy Verhofstadt. Obaj kandydaci doszli do porozumienia, w wyniku którego przedstawicielem liberałów został drugi z nich.
Swojego kandydata (jako pierwsza) zgłosiła również Partia Europejskiej Lewicy – został nim grecki polityk Aleksis Tsipras. Pretendentami Europejskiej Partii Zielonych do nominacji byli José Bové, Rebecca Harms, Ska Keller i Monica Frassoni, podwójną nominację (zgodnie z parytetem) uzyskali José Bové i Ska Keller. Europejscy Konserwatyści i Reformatorzy zrezygnowali z wystawiania wspólnego kandydata, aby „nie legitymizować federalnej wizji europejskiego superpaństwa”.

## Terminy i szczegółowe wyniki wyborów
- 22 maja (czwartek): Holandia, Wielka Brytania
- 23 maja (piątek): Irlandia
- 23 i 24 maja (piątek i sobota): Czechy
- 24 maja (sobota): Łotwa, Malta, Słowacja
- 25 maja (niedziela): Austria, Belgia, Bułgaria, Chorwacja, Cypr, Dania, Estonia, Finlandia, Francja[a], Grecja, Hiszpania, Litwa, Luksemburg, Niemcy, Polska, Portugalia, Rumunia, Słowenia, Szwecja, Węgry, Włochy

## Podział mandatów

Traktat lizboński łączną liczbę europosłów zwiększył z 736 do 751, w związku z czym w 2011 obsadzono dodatkowe 18 mandatów. Jednocześnie ustalono, że żaden z krajów nie może mieć więcej niż 96 deputowanych (przy czym Niemcy posiadające dotąd 99 mandatów zachowają ten stan do końca kadencji). Po akcesie Chorwacji, której przydzielono 12 miejsc, liczba posłów VII kadencji ponownie wzrosła – do 766. Spowodowało to konieczność nowej dystrybucji miejsc w PE, aby w 2014 liczbę deputowanych dostosować do obowiązujących przepisów (751). Pojawiła się przy tym koncepcja rozdzielenia 25 mandatów na poziomie europejskim pomiędzy listy wyborcze europejskich partii politycznych, którą zarzucono. Koncepcje nowego podziału przedstawiał liberalny brytyjski europoseł Andrew Duff – jego propozycja była korzystniejsza dla kilku największych krajów (z wyjątkiem Niemiec).
Ostatecznie koncepcja nowego podziału mandatów została przygotowana przez Komisję Spraw Konstytucyjnych, której sprawozdanie przygotowali włoski socjalista Roberto Gualtieri i polski chadek Rafał Trzaskowski. Zgodnie z projektem liczba posłów w 12 krajach (w tym nowo wstępującej Chorwacji) została zmniejszona o 1 mandat. Propozycja ta została w całości przyjęta przez Radę Europejską 28 czerwca 2013.
| Państwo członkowskie | 2009 | 2013 | 2014 | Zmiana |
| -------------------- | ---- | ---- | ---- | ------ |
| Austria              | 17   | 19   | 18   | –1     |
| Belgia               | 22   | 22   | 21   | –1     |
| Bułgaria             | 17   | 18   | 17   | –1     |
| Chorwacja            | –    | 12   | 11   | –1     |
| Cypr                 | 6    | 6    | 6    | –      |
| Czechy               | 22   | 22   | 21   | –1     |
| Dania                | 13   | 13   | 13   | –      |
| Estonia              | 6    | 6    | 6    | –      |
| Finlandia            | 13   | 13   | 13   | –      |
| Francja              | 72   | 74   | 74   | –      |
| Grecja               | 22   | 22   | 21   | –1     |
| Hiszpania            | 50   | 54   | 54   | –      |
| Holandia             | 25   | 26   | 26   | –      |
| Irlandia             | 12   | 12   | 11   | –1     |
| Litwa                | 12   | 12   | 11   | –1     |
| Luksemburg           | 6    | 6    | 6    | –      |
| Łotwa                | 8    | 9    | 8    | –1     |
| Malta                | 5    | 6    | 6    | –      |
| Niemcy               | 99   | 99   | 96   | –3     |
| Polska               | 50   | 51   | 51   | –      |
| Portugalia           | 22   | 22   | 21   | –1     |
| Rumunia              | 33   | 33   | 32   | –1     |
| Słowacja             | 13   | 13   | 13   | –      |
| Słowenia             | 7    | 8    | 8    | –      |
| Szwecja              | 18   | 20   | 20   | –      |
| Węgry                | 22   | 22   | 21   | –1     |
| Wielka Brytania      | 72   | 73   | 73   | –      |
| Włochy               | 72   | 73   | 73   | –      |
| Unia Europejska      | 736  | 766  | 751  | –15    |